# 新花園娛樂場
22°11′51″N 113°32′43″E / 22.1973732°N 113.5452204°E

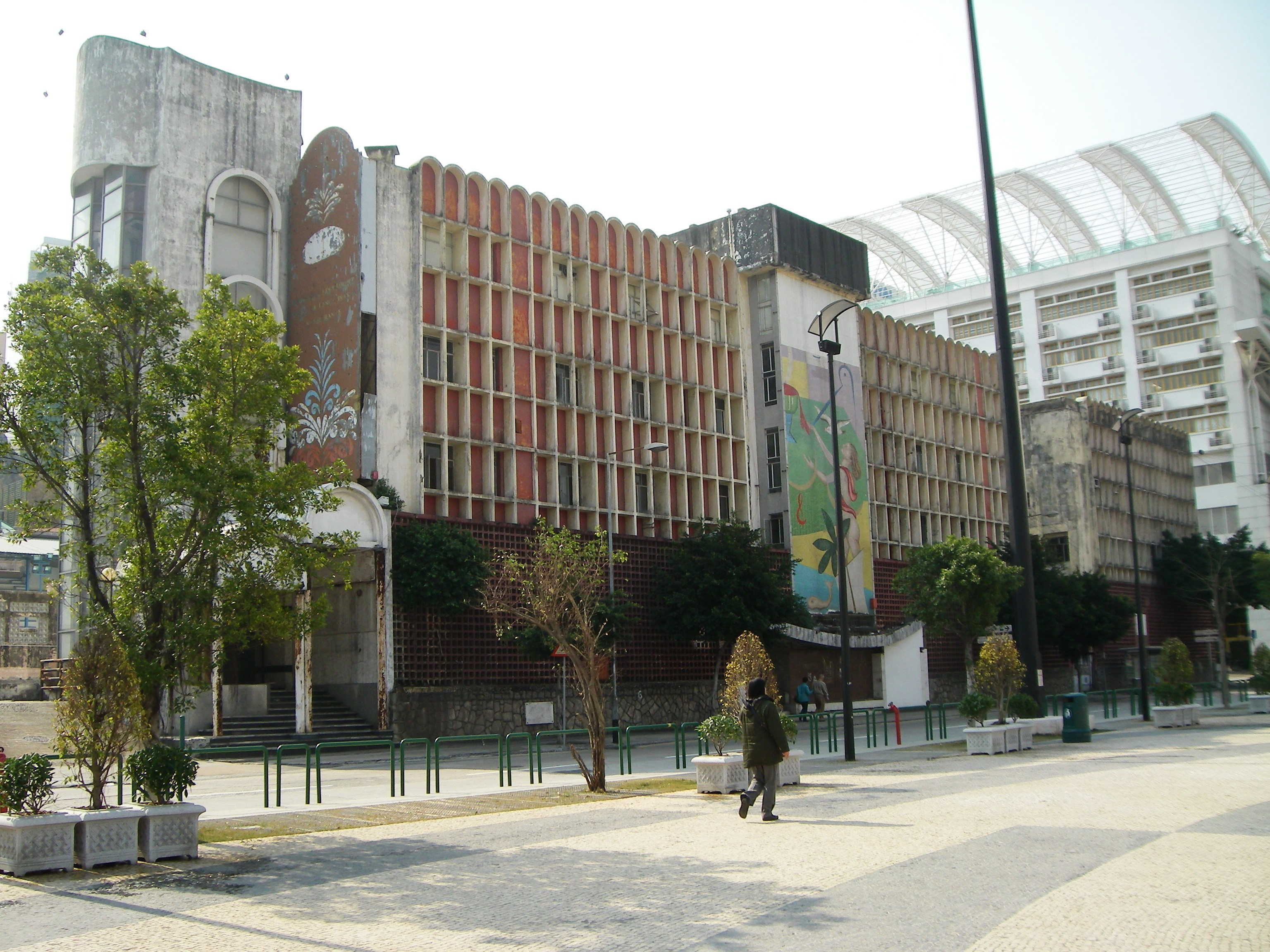
愛都酒店今貌

新花園娛樂場是澳門旅遊娛樂有限公司於1961年投得澳門博彩業專營權後所開設的第一間娛樂場，於1962年1月1日開始營業，於1962年3月31日才正式營業，位於澳門士多紐拜斯大馬路的愛都酒店（已結業）舊址，初建時內設四張賭檯，亦為澳門第一間擁有中西式博彩設施的娛樂場。

## 歷史
由何鴻燊、葉漢、葉德利、霍英東等人合組的澳門旅遊娛樂有限公司於1961年10月以1.7萬澳門元之微的年餉擊敗由傅老榕、高可寧家族合組的泰興娛樂總公司，獲得澳門博彩業專營權，專營權由1962年1月1日開始生效。但由於當時原有勢力的阻撓，他們無法租用到私人地方作開設臨時賭場之用，為避免出現賭業真空，當時的澳葡政府將位於士多紐拜斯大馬路的新花園夜總會以及其附屬等設施租予澳門旅遊娛樂有限公司，以用作開辦臨時賭場及興建愛都酒店之用。
1962年1月1日，新花園娛樂場正式開幕，但由於當時娛樂場曾受到恐嚇，故不少賓客都不敢前往新賭場參加開幕儀式。而在新花園娛樂場開幕之時，澳門旅遊娛樂有限公司其實尚未正式簽訂專營合同，同年3月30日才由何鴻燊與當時的澳門總督羅必信簽訂。
新花園娛樂場內設有四張賭檯，包括兩張骰寶、一張番攤以及一張西式輪盤，由於西式博彩設施是首次出現於澳門，屬於新穎的玩意，再加上原本喜愛博彩耍樂的人不少，新賭場很快就吸引了不少客人前往。
其後，澳葡政府於1964年12月5日就專營合同的法規作出了若干修訂，規定該公司必須出資興建愛都酒店，並於澳門建設一所大型的酒店娛樂場，以及於租務合約期滿後，將愛都酒店以及其附屬設施無條件交還政府。由於新花園娛樂場只屬臨時性質，故於葡京娛樂場建成後，愛都酒店及其附屬設施則一併交還澳葡政府，而新花園娛樂場亦隨之停業，取而代之的則是澳娛的旗艦賭場---葡京娛樂場，惟愛都酒店則仍繼續經營至九十年代末才結業。
據當地居民提供資料，在2001年後，愛都酒店側翼地鋪，曾經租賃乙方做Disco, 經營持續幾年後，由於租金問題及多時查牌，最後無奈結束營業，空置至今。

## 附屬設施
新花園娛樂場所在地及設施均屬政府物業，其中新花園泳池是市政泳池，加上愛都酒店及餐廳，基本的設施都一應俱全。而在1962年10月10日，澳門旅遊娛樂有限公司在新花園增設了兒童樂園，每天由上午11時至晚上12時免費開放，並引入不少當時國外新穎的電動遊樂設施，並設有動物園，供市民攜同子女到場玩樂之用。
現時，新花園泳池仍然開放，不少澳門市民都會到該處游泳，在奧林匹克體育中心-游泳館建成前，很多本地游泳賽事都會在新花園泳池舉行，而郭晶晶、田亮等中國跳水名將亦曾於2000年奧運會後到過澳門作親善交流，而跳水表演場地亦在新花園泳池。另一方面，愛都酒店早於多年前已結業，建築物荒廢多時，但隨著澳門博彩業開放、以及位於正對面的塔石球場改建為塔石廣場後，有財團亦表示有意將愛都酒店拆卸重建為一所設有娛樂場的五星級酒店。酒店建築也是澳門中央圖書館新館舍選址之一。

## 軼事
愛都酒店取名自葡萄牙城市埃什托里爾（Estoril），而何鴻燊在該城市也有開設酒店和賭場(Hotel & Casino Estoril)。
2016年10月29日，該物業被澳門政府計劃改建為「塔石青少年文康活動中心」，青年事務委員會委員、青年社團代表等受到支持，同時把於2017年項目計劃開始進行招標。但同時引起民間團體包括社會人士、文化保育人士等爭議，間接地在2016年首屆武林群英會開幕前夕發生“文物殺手譚俊榮”直幡懸掛事件，對澳門特別行政區政府社會文化司及土地工務運輸局不滿，而相關涉案人士最後於初級法院被判「侵入限制公眾進入地方罪」成立，分別被採取罰款或緩刑。

## 未來
2016年10月31日（萬聖節），澳門立法會議員區錦新指出，不少公共建設規劃也因為受環境因素而拖延，建議政府儘快該物業重建計劃。2020年9月10日，澳門文化局就有關澳門新中央圖書館的選址及多項重要工程計劃舉行新聞發布會。文化局局長穆欣欣表示，新中央圖書館項目將選址於舊愛都酒店地段，當局已邀請四個有意願參與項目的國際性建築設計團隊提供概念設計方案，四個設計都表明保留壁畫，還有保留格仔建築特色，呼應到舊愛都設計。初步規劃建築面積超過10,000平方米，將是澳門面積最大的圖書館。預計造價五億元，爭取2024年啟用。
2020年8月，行政法務司司長張永春表示，舊法院大樓具有歷史價值及建築特色，將盡量保持原貌並留予司法機關使用，原址現改作興建終審法院大樓。9月，當局宣布計劃將原酒店娛樂場地段改建為澳門新中央圖書館，造價初步估算為5億澳門幣，建成後面積達1萬平方米以上，將成為全澳門面積最大的公共圖書館。文化局表示新方案的工程難度及成本將大幅降低。
有關項目於2024年6月1日起動工，預計2027年落成。